# 인터네트워킹
인터네트워킹(internetworking)는 두 개 이상의 네트워크를 연결하여 네트워크 간 하드웨어나 소프트웨어 모두를 연결시키는 방법론을 뜻한다. 네트워크 끼리의 상호연결성을 구성하기 때문에 ‘네트워크들의 네트워크(A Network of Networks)’ 라고 불리기도 한다.
인터네트워킹은 연결된 네트워크의 모든 호스트 쌍이 하드웨어 수준 네트워킹 기술에 관계없이 메시지를 교환할 수 있도록 여러 컴퓨터 네트워크를 상호 연결하는 방식이다. 상호 연결된 네트워크의 결과 시스템을 인터네트워크 또는 간단히 인터넷이라고 한다. 인터네트워킹의 가장 주목할만한 예는 다양한 기본 하드웨어 기술을 기반으로 하는 네트워크인 인터넷이다. 인터넷은 인터넷 프로토콜에서 제공하는 통합된 전역 주소 지정 시스템, 패킷 형식 및 라우팅 방법으로 정의된다.
인터네트워킹이라는 용어는 상호(사이) 및 네트워킹 구성요소의 조합이다. 인터네트워크의 초기 용어는 (con)catenating networks의 약어인 catenet이다.

## 같이 보기
- 인터넷의 역사